# Johnny Vegas (attore)
Johnny Vegas, pseudonimo di Michael Pennington (St Helens, 5 settembre 1970), è un attore e comico britannico.

## Carriera
Fece il suo debutto televisivo nel 1996 come partecipante al game show Win, Lose or Draw, ma il debutto come attore avvenne nella serie TV Attention Scum nel 2001, per cui ricevette il British Comedy Award per il "miglior debutto in una commedia televisiva".
Nel 2002 scrisse e prese parte alla sitcom Night Class.
Tra il 2005 e il 2011 interpretò Moz nella sitcom Ideal.

## Filmografia

### Cinema
- The Virgin of Liverpool
- Cheeky
- Blackball
- Sex Lives of the Potato Men
- Terkel in Trouble (Terkel i Knibe), regia di Kresten Vestbjerg Andersen, Thorbjørn Christoffersen e Stefan Fjeldmark – voce (2004)
- The Libertine, regia di Laurence Dunmore (2004)
- Mr Stink
- The Harry Hill Movie
- Grimsby - Attenti a quell'altro (Grimsby), regia di Louis Leterrier (2016)
- Womble Movie
- The Drowning of Arthur Braxton
- Murder on the Blackpool Express
- Early Man
- Eaten by Lions

### Televisione
- Attention Scum – serie TV, 6 episodi (2001)
- Happiness – serie TV, 12 episodi (2001)
- Black Books – serie TV, 1 episodio
- Tipping the Velvet - serie TV
- Ed Stone Is Dead
- Ideal – serie TV, 53 episodi (2005-2011)
- Dead Man Weds – serie TV, 6 episodi (2005)
- Bleak House – serie TV, 6 episodi (2005)
- ShakespeaRe-Told – serie TV, episodio A Midsummer Night's Dream (2005)
- Benidorm – serie TV (2007-2017)
- Massive – serie TV, 6 episodi (2008)
- The Bleak Old Shop of Stuff – serie TV, 1 episodio (2011)
- Rude Tube – serie TV, 2 episodi (2012)
- Moone Boy – serie TV, 6 episodi (2012-2015)
- Still Open All Hours – serie TV (2013- in corso)
- Warren United – serie TV animata (2014)
- House of Fools – serie TV, 1 episodio (2015)
- Comedy Strip Presents...Red Top – serie TV (2016)
- Home from Home – serie TV (2016)
- Good Omens - miniserie TV, 1 episodio (2019) - voce